# Hareket Ordusu
Hareket Ordusu fou l'exèrcit enviat des de Salònica el 17 d'abril de 1909 a les ordres de Mahmud Şevket Paşa per reprimir la revolta contrarevolucionària del 1r cos d'exèrcit d'Istanbul. Van arribar a la capital el 23 d'abril i van dominar la ciutat l'endemà. El nom vol dir literalment "Exèrcit d'Acció".